# Stéphanie av Monaco
Prinsessan Stéphanie av Monaco (Stéphanie Marie Elisabeth Grimaldi), född 1 februari 1965 i Monte Carlo i Monaco, är en monegaskisk sångare, fotomodell, mode- och kläddesigner samt cirkusfrämjare. Hon är yngsta barnet till furst Rainier III av Monaco och Grace Kelly.

## Biografi
Stéphanie föddes på Palace Princier i Monte Carlo år 1965. Hon började skolan på Dames de Saint-Maur i Monaco och fortsatte sedan på Dupanloup i Paris, Frankrike, där hon tog sin examen (baccalaureat) år 1982.
13 september 1982 var Stéphanie med om en bilolycka som hon överlevde, men där hennes mor omkom.
Stéphanie arbetade som modell för modehuset Christian Dior mellan år 1983 och 1984. Hon designade sin egen kollektion av baddräkter mellan åren 1985 och 1987 under namnet Pool Position. Säsongen 1984/1985 fick Stéphanie erbjudande att vara med TV-serien Dynastin men var tvungen att tacka nej.
Hon satsade 1986 på en karriär inom musikvärlden med singlarna One Love To Give och Irresistible, som fick betydande list- och försäljningsframgångar. One Love To Give låg etta på de svenska topplistorna 1987. Hon spelade även in en duett med Michael Jackson, "In the Closet". Stéphanie har totalt sålt över 5 miljoner skivor.
Under 2000-talet har hon ägnat sig åt att samla in pengar för välgörenhet, bland annat stiftelsen Kvinnor mot aids, och har haft en roll i Monacos internationella cirkusfestival.
Stéphanie var gift med sin före detta livvakt Daniel Ducruet mellan den 1 juli 1995 och 4 oktober 1996, med vilken hon har barnen Louis, född 26 november 1992, och Pauline, född 4 maj 1994. Skilsmässan från Ducruet föregicks av att denne hade fångats på bild av paparazzifotografer i samband med att han var otrogen. Stéphanie har även dottern Camille, född 15 juli 1998, med sin före detta livvakt Jean Raymond Gottlieb. Mellan 2003 och 24 november 2004 var hon gift med den portugisiske cirkusartisten Adans Lopez Peres.

## Diskografi, album
- 1986 - Besoin
- 1986 - Live Your Life (engelsk version av Besoin)
- 1991 - Stephanie
- 1993 - Rendez-Vous (Samlingsalbum)

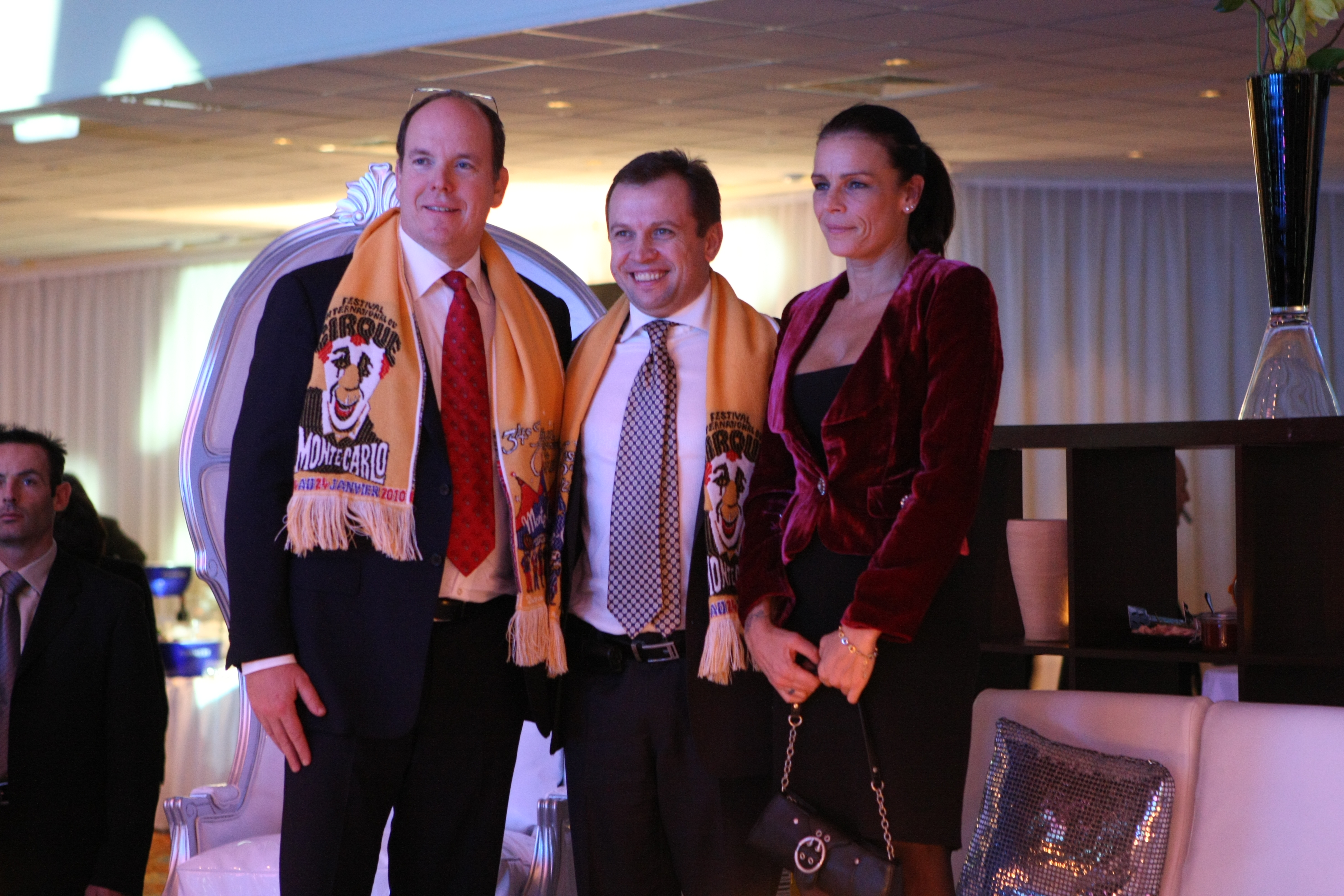
Stéphanie 2013 tillsammans med Albert II av Monaco (vänster) och cirkusartisten Mykola Kobzov.

- 2000 - Ouragan (Samlingsalbum)

## Låtar, i urval
- One Love to Give
- Irresistible
- Besoin
- Live your Life
- Le Sega Mauricien
- Flash
- Rendez-Vous